# 제5회 베를린 국제 영화제
제5회 베를린 국제 영화제는 1955년 6월 24일에 열린 시상식이다.

## 수상 및 후보

### 황금곰상
- Die Ratten - 로버트 시오드맥 수상

### 은곰상
- 마르셀리노 - 라디슬라오 바다 수상

### 동곰상
- 카르멘 존스 - 오토 프레밍거 수상